# 安迪·威廉斯 (牙買加)
安祖威廉斯（Andrew Williams，1977年9月23日—）一般称作安迪威廉斯，生于多倫多，牙買加职业足球运动员，现效力于美國職業足球大聯盟球会皇家鹽湖城，他曾替牙買加出席1998年世界盃、2006年世界盃外圍賽。